# Светлани, Георгий Данилович
Гео́ргий Дани́лович Светла́ни (настоящее имя — Григо́рий Дани́лович Пинько́вский; 3 февраля 1895, Свечковка, Пирятинский уезд, Полтавская губерния, Российская империя — 20 марта 1983, Москва) — советский актёр кино и эстрады. В детстве был юнгой на императорской яхте «Штандарт» и товарищем по играм цесаревича Алексея.

## Биография
Григорий Пиньковский родился 3 февраля 1895 года в бедной крестьянской семье в селении Свечковка Полтавской губернии. Отец отдал сына в пятилетнем возрасте на воспитание в школу юнг при Санкт-Петербургском Гвардейском экипаже. Там за примерное поведение, прилежание и успехи в учёбе, а также за «ангельский голос» мальчик был определён на летнюю службу на любимую яхту императора Николая II «Штандарт». В 1907—1908 годах плавал на «Штандарте» с императорской семьёй, был приставлен к наследнику престола Алексею (которому было тогда три-четыре года) для игр, проводил много времени в обществе царских детей.
Истории Григория Даниловича о царской семье передавались из уст в уста. Актёр не скрывал своего прошлого и очень смешно вспоминал о том, как наследник престола Алексей не ел, не спал и не играл, если рядом не было юнги Гриньки Пиньковского. Интриги царского двора прервали общение крестьянского сына с Его Императорским Высочеством довольно быстро, Гринька прослужил на «Штандарте» всего два года.
В 1911 году Пиньковский окончил Школу юнг Гвардейского экипажа, в 1914 году — Императорские курсы дирижёров, в 1922 году — ГИТИС имени Луначарского (по рекомендации В. Мейерхольда).
До революции Пиньковский играл на скрипке в оркестре, служил регентом, преподавал танцы, а в 1918 году вышел на драматическую сцену. В 1918—1919 годах он — актёр Красноармейского театра в Глазове Вятской губернии, в 1919—1920 годах — театра в Кирсанове Тамбовской губернии, в 1920—1923 годах — Московского театра Революционной сатиры, 1-го Передвижного театра миниатюр, в 1923—1939 годах — Театра эстрады.
В августе 1925 года на гастролях в Швеции получил письмо от жены о рождении дочери Светланы (8 августа 1925 — 5 ноября 2023). С того дня актёр взял псевдоним «Светлани».
Скончался 20 марта 1983 года в Москве на 89-м году жизни, похоронен в Москве на Ваганьковском кладбище (уч. №16), рядом с женой.

## Семья
Жена — Аполлинария Фадеевна Пиньковская (1893—1968) Похоронена в Москве на Ваганьковском кладбище (уч. №16).
- Дочь —  Светлана Григорьевна Пиньковская (8 августа 1925 — 5 ноября 2023)[3] Окончила Музыкально-театральное училище имени Глазунова в 1949 году, затем получила диплом ГИТИСа. После была актрисой эстрадного театра «Эрмитаж», работала в Московском театре транспорта, затем — в Москонцерте. Также выступала с женским эстрадным оркестром, где её знали под сценическим псевдонимом «Светланова». Являлась преподавателем музыки.[3]
  - Правнучка — Серафима (род. 1993)[3].

## Кино
Съёмки в первом же фильме — «Дело Артамоновых» — совпали с первым днём Великой Отечественной войны. Георгий Светлани выехал с киностудией в эвакуацию и продолжал сниматься не переставая. Его хотя бы по разу пригласили многие советские режиссёры, но больше других звал Григория Даниловича Леонид Гайдай. В «Кавказской пленнице», например, Светлани даже нет в титрах, но эпизод с ним помнят все. Трус, Балбес и Бывалый подходят к пивной бочке и начинают передавать друг другу кружку пива, причём герой Вицина по инерции суёт её дальше — пьяненькому старичку, выходящему из кустов…
Главную роль Георгий Светлани сыграл всего один раз — в фильме «Спорт, спорт, спорт». Его легендарный массажист на протяжении всей картины рассказывает невероятные байки и является стержнем всего документально-игрового повествования. В последнем фильме, где он снялся, «ТАСС уполномочен заявить», к нему обращаются почти по собственному имени и отчеству, Георгий Данилович, хотя в литературном первоисточнике его персонаж зовётся Игнатием Васильевичем.

## Память
В 2015 году вышел документальный фильм «Товарищ его высочества» (автор сценария и режиссёр — Сергей Капков), посвящённый судьбе Георгия Светлани.

## Фильмография
- 1941 — Дело Артамоновых — Борис Морозов
- 1941 — Свинарка и пастух — почтальон
- 1942 — Машенька — дядя Вася
- 1942 — Котовский — Феденька
- 1942 — Убийцы выходят на дорогу
- 1943 — Воздушный извозчик — Сеня-флейтист
- 1943 — Актриса
- 1945 — Близнецы — продавец
- 1946 — Беспокойное хозяйство — Сороконожкин
- 1949 — Кубанские казаки — конюх
- 1954 — Чемпион мира
- 1954 — Анна на шее — чиновник
- 1954 — Верные друзья — эпизод
- 1956 — На подмостках сцены
- 1957 — Дело было в Пенькове — Фёдор Петрович Уткин
- 1957 — Борец и клоун — скрипач
- 1958 — Капитанская дочка — писарь
- 1958 — Сорока-воровка
- 1958 — Ветер
- 1959 — Как поссорился Иван Иванович с Иваном Никифоровичем — Антон Прокофьевич Голопуз
- 1961 — У крутого яра — Гурей
- 1961 — Человек идёт за солнцем — прохожий с удочками
- 1962 — Третий тайм
- 1963 — Когда казаки плачут — Сашко
- 1964 — Весенние хлопоты — дядя Миша
- 1965 — Тридцать три — Митрич, работник завода безалкогольных напитков
- 1965 — Дайте жалобную книгу — старый скрипач в ресторане «Одуванчик»
- 1965 — Герой нашего времени — служивый
- 1965 — Мы, русский народ — инвалид
- 1966 — Королевская регата — дедушка Алёнки
- 1966 — Человек без паспорта — официант в вагоне-ресторане
- 1967 — Три тополя на Плющихе — пастух
- 1966 — Кавказская пленница, или Новые приключения Шурика — пожилой пьянчужка у пивной бочки
- 1968 — Война и мир — эпизод
- 1968 — Бриллиантовая рука — старик / член домкома на общественных началах
- 1969 — Братья Карамазовы
- 1969 — Зинка — дед
- 1970 — Тайна железной двери — дедушка с двумя чемоданами
- 1970 — Спорт, спорт, спорт — дядя Володя, массажист (озвучивает Ролан Быков)
- 1970 — Приключения жёлтого чемоданчика — дедушка болтливого внука
- 1970 — Бег — профессор с контрабасом
- 1970 — Море в огне
- 1971 — «Тигры» на льду — дедушка Зины и Игната
- 1972 — Руслан и Людмила — шаман
- 1972 — Инженер Прончатов — старик-охотник
- 1973 — Назначение — Кузьма Степанович
- 1974 — Гончарный круг — дед Александр
- 1975 — Не может быть! — любитель пива («Губит людей не пиво...»)
- 1975 — Единственная…
- 1975 — Бриллианты для диктатуры пролетариата — старик
- 1975 — Ау-у! — дед в маршрутке
- 1976 — Туфли с золотыми пряжками — Ярыжка-кочерыжка
- 1976 — Всё дело в брате — член приёмной комиссии в цирковом училище
- 1977 — Хождение по мукам — Афанасий Афанасьевич, староста
- 1977 — Белый Бим Чёрное ухо — фельдшер ветлечебницы
- 1977 — Фронт за линией фронта — дедуля
- 1978 — Живите в радости — дед
- 1979 — Гонка с преследованием — дед в придорожном кафе
- 1979 — Жил-был настройщик — глуховатый старичок
- 1979 — Задача с тремя неизвестными — старичок-бильярдист
- 1980 — Каникулы Кроша — Федосий Викентьевич
- 1980 — Вечерний лабиринт — лифтёр
- 1981 — Цыганское счастье — дед
- 1982 — Инспектор ГАИ — эпизод
- 1983 — Люблю. Жду. Лена — дед-скрипач
- 1983 — Нежный возраст — эпизод
- 1984 — ТАСС уполномочен заявить… — Георгий Данилович Кузнецов, ювелир

## Озвучивание мультфильмов
- 1978 — Подарёнка — Кокованя / текст от автора